# 메가 브랜드
메가블럭은 1967년 캐나다에서 탄생한 블럭 전문 브랜드이다.
메가블럭에서는 빅빌딩백, 러닝 트레인과 같은 유아용 블럭 뿐만 아니라
어린이와 콜렉터들을 위한 미니언, 스폰지밥, 닌자거북이, 콜오브듀티, 큐브로스와 같은 캐릭터 블럭도 만날 수 있어 많은 사랑을 받고 있다.
모든 연령을 아우르는 다양한 제품군을 갖춘 것이 특징이다.

## 역사
1967년, 빅토르 버트랜드와 그의 아내인 리타 버트랜드가 리트빅 토이즈(Ritvik Toys)라는 이름으로 회사를 설립하였으며,
이후 2002년 3월 19일에 메가블럭으로 상호명을 변경하였다. 그러다가 2006년 6월 15일에 현재의 상호명으로 변경하여 오늘날에 이르고 있다.

## 출시 제품
빅빌딩백과 같은 유아용 블럭 뿐 아니라 어린이와 콜렉터를 위한 미니언즈, 스펀지밥 등 캐릭터 관련 블럭이 주를 이룬다.

## 같이 보기
- 옥스포드 (기업)